# Антон Видмар
Антон Видмар Лука (Верд, код Врхнике, 3. јануар 1917 — Цеље, 17. септембар 1999) био је учесник Народноослободилачке борбе, друштвено-политички радник СР Словеније и народни херој Југославије.

## Биографија
Роден је 3. јануара 1917. у Верду, код Врхнике. Отац му је био опанчар и ситни земљорадник, који је издржавао деветочлану породицу. Антон је већ са седам година постао пастир, а поред тога је ишао и у школу. С 15 година се запослио код дрварског трговца на Верду, где је радио на стругари и у шуми. Крајем 1936. је отишао да буде слуга у Подкорен, затим у Ратече, па у околину Кршког и Компоља. Тада се определио за раднички покрет.
У новембру 1937. је пошао у Шпанију, али су га на путу Италијани задржали и одвели у затвор, па га после 15 дана послали у Аустрију, а Аустријанци га предали југословенским властима. У јануару 1938. се поново запослио на стругари, у свом родном месту, а у априлу је позван на одслужење војног рока. Био је 18 месеци у митраљеској чети 11. брдског батаљона 2. брдског пука у Герову, после чега се опет запослио на Верду. Кад је, у априлу 1940, позван на војну вежбу, он се у Врхники потукао с неким официром, па је био у истражном војном затвору у Љубљани и Загребу, одакле је 10. априла 1941. побегао.

### Народноослободилачка борба
Првих дана окупације Југославије још је извесно време радио на Верду, на стругари и у каменолому. Почео је да скупља оружје за борбу против окупатора, вршио саботаже у каменолому и организовао штрајк. Кад су окупаторске власти почеле да траже организаторе отпора, он је почео да се скрива. Дана 10. августа 1941. Италијани су дошли да га ухапсе, али је он бацио међу њих неколико бомби и побегао првим партизанима на Љубљанском врху. На то су му фашисти спалили родну кућу. Антон Видмар је 15. марта 1942. примљен у Комунистичку партију Југославије.
Као борац-митраљезац Боровничке партизанске чете, учествовао је у саботажама на железничкој прузи Љубљана—Ракек, у нападу на италијанско складиште муниције у Безуљеку 19. септембра 1941. и у окршају с Италијанима код Осредка. Као водник у 1. батаљону „Љубо Шерцер”, истакао се, фебруара 1942, у нападу на железничку станицу Верд. Марта 1943. је постао командир 3. чете 1. батаљона „Љубо Шерцер”, и истакао се у борбама на Мокрецу. У мају је био командант Првог батаљона Нотрањског одреда у борбама за Иг, и са својим батаљоном спречио је, на Љубљанском барју, упад италијанских јединица на ослобођену територију.
У току непријатељске офанзиве, у лето 1942, успешно је водио Четврти батаљон Кримског одреда, готово без жртава га извео из непријатељског обруча, па затим ударио на италијанске јединице с леђа. Учествовао је у нападу на италијанско упориште у Бегуњама, код Церкнице. Од 6. октобра 1942. до 16. маја 1943. био је командант Првог батаљона Друге словеначке бригаде “Љубо Шерцер”, који је спретно водио у борбама на Мокрецу и у Нотрањској, на Горјанцима, код Жужемберка и Села Шумберк. Као заменик команданта бригаде „Љубо Шерцер”, учествовао је у уништењу плавогардистичког положаја у Грчарицама. После капитулације Италије, учествовао је у разоружавању белогардистичких посада у Новој Васи и Блокама и у уништењу непријатељског упоришта у Пудобу.
Кад је од нових бораца формирана Снежнишка бригада Антон Видмар је, 17. септембра 1943, постао њен командант, а у току немачке офанзиве постао је оперативни официр 14. словеначке дивизије, и с њом се борио на сектору Нотрањска—Снежник—Горски котар. После офанзиве учествовао је у уништењу белогардистичких упоришта у Брахову и Великим Лашчама. Нарочито се истакао у тродневном нападу на немачко и белогардистичко упориште у Кочевју, где је постао, 10. децембра 1943, заменик команданта 14. словеначке дивизије. С њом је, 6. јануара 1944, пошао у поход око Загреба, Мославине и Хрватског загорја у Штајерску, где се у једномесечним непрекидним борбама, с много надмоћнијим непријатељем, пробио преко Козјанског, мимо Лашког, Шентјурја, Пашког Козјака и Грашке горе у межички крај и у Горњу Савинску долину.
Од 27. априла 1944. био је командант 14. словеначке дивизије, коју је консолидовао и попунио новим борцима и повео у офанзиву на Похорју и у Горњој Савинској долини, за ослобођење ове територије као базе за јачање НОБ у Штајерској. На Грашкој гори је, 3. јуна 1944, био рањен, па се потом лечио до 3. октобра 1944, кад га је Главни штаб НОВ и ПО Словеније позвао у Долењску и Нотрањску, где је био командант 18. словеначке дивизије НОВЈ. С њом је бранио ослобођену територију у Сувој крајини и Долењској и водио борбе нарочито у рејону Кочевја, око Вишње горе, Требња, Ајдовца и Жужемберка. У НОБ је био шест пута рањен, четири пута лако, два пута тешко.
Крајем јануара 1945, по сопственој жељи послат је за заменика команданта базе Главног штаба НОВ и ПОС у Далмацији, где је остао до средине марта, затим је био у Београду, одакле је послат на школовање у Совјетски Савез.

### Послератна каријера
После повратка у Југославију, свршио је Пешадијску официрску школу у Сарајеву, и 1953. Вишу војну академију у Београду. У Југословенској народној армији је био до 1955. године, кад је, у чину пуковника, отишао у пензију.
Рад је наставио у друштвено-политичким организацијама, и од 1956. до 1959. био технички секретар Главног одбора Удружења резервних официра Словеније.
Преминуо је 17. септембра 1999. године у Цељу.
Носилац је Партизанске споменице 1941. и других југословенских одликовања, међу којима су — Орден партизанске звезде првог реда (1944), Орден заслуга за народ првог реда (1947), Орден ратне заставе (1955), Орден народне армије са златном зведом (1955), Орден републике са златним венцем (1987) и два Ордена за храброст. Орденом народног хероја одликован је 9. маја 1945. године.